# Podplešivica
Podplešivica este o localitate din comuna Brezovica, Slovenia, cu o populație de 259 de locuitori.